# Diecezja Chichesteru
Diecezja Chichesteru (ang. Diocese of Chichester) – diecezja Kościoła Anglii w południowej Anglii, w metropolii Canterbury. Obejmuje hrabstwo Sussex. Diecezja powstała w 1075 roku w ramach Kościoła rzymskokatolickiego, w czasie reformacji stała się diecezją anglikańską. 

## Biskupi
- Biskup diecezjalny: Martin Warner
- Biskupi pomocniczy:
  - Biskup Lewes: Will Hazlewood
  - Biskup Horsham: Ruth Bushyager